# Buster Cooper
Buster Cooper (4. dubna 1929, St. Petersburg, Florida, USA – 13. května 2016, Saint Petersburg) byl americký jazzový pozounista.
Svou kariéru zahájil koncem čtyřicátých let jako člen kapely kontrabasisty Nata Towlese. Počátkem padesátých let pak spolupracoval s kapelníkem Lionelem Hamptonem a později s Bennym Goodmanem. Koncem padesátých let spolupracoval se svým bratrem, kontrabasistou Stevem Cooperem. Během velké části šedesátých let hrál v orchestru Duke Ellingtona. Během své kariéry spolupracoval s mnoha dalšími hudebníky, mezi které patří například Earl Hines, Mundell Lowe, Johnny Hodges, Ella Fitzgeraldová nebo Arnett Cobb.